# Elishewa Patterson
Elishewa Patterson-Baysal (geb. 18. August 1966 in Frankfurt am Main) ist eine deutsch-jüdische Aktivistin und Rechtsanwältin.

## Leben
Patterson-Baysal ist in Frankfurt am Main geboren und aufgewachsen. Sie studierte an der Johann Wolfgang Goethe-Universität Jura und Informatik. Elishewa Patterson-Baysal ist als Fachanwältin für Arbeitsrecht in eigener Kanzlei, Dozentin, Fachkraft für Diversity Management (IHK) und als Senior Legal Counsel Labour Relations (Syndikusrechtsanwältin Arbeitsrecht) bei der Sage Group tätig.

## Aktivitäten
Patterson ist aktives Mitglied der Jüdischen Gemeinde in Frankfurt und Vorsitzende des Jüdischen Kulturvereins Ostend. Sie macht seit ca. 2009 mit Demonstrationen, Schweigemärschen und Flashmobs auf den wachsenden Antisemitismus in Deutschland, Europa und der Welt aufmerksam. Im Nachgang zu den Terroranschlägen in Paris organisierte sie an der Hauptwache in Frankfurt eine Mahnwache unter dem Motto Je suis Charlie und eine Mahnwache unter dem Motto Je suis juif. Sie engagiert sich für interreligiösen Dialog mit Muslimen.
Patterson protestiert gegen die Aufrufe zum Boykott gegen Israel und israelische Produkte. Im Juni 2015 rief sie deshalb das Projekt „Stop the boycott“ ins Leben. Sie hat das Projekt „Stop the Boycott“ am 11. Juli 2015 im EU Transparenz-Register unter der Nummer 917038618141-71 registriert. Der Verein sammelte Lebensmittel aus Israel für die Frankfurter Tafel.
Gemeinsam mit anderen Juden, Christen, Muslimen und Atheisten rief sie am 14. März 2015 dazu auf, das Grundgesetz zu lesen und sich vor allem auf die Glaubensfreiheit zu besinnen. Unter dem Motto Gemeinsam für das Grundrecht auf Glaubensfreiheit verteilten die Aktivisten 200 Exemplare des Grundgesetzes und sprachen sich gegen Antisemitismus, Rassismus, Islamophobie und Ausgrenzung aus.
Im Juni 2014 wurde ein Fenster ihrer Wohnung mit einem Hakenkreuz und dem Spruch „Juden raus“ beschmiert. Auch überregional wurde über diesen Vorfall berichtet. Im Juli 2014 wurde sie Opfer eines antisemitischen Anschlages. Das Fenster ihres Badezimmer wurde eingeworfen und ihr wurde „Judenschwein“ entgegen gerufen. Der Vorfall taucht in der Liste der antisemitischen Übergriffe in Deutschland für das Jahr 2014 auf.
Patterson nimmt immer wieder Stellung zu Fragen zum Leben der Juden in Deutschland und ihren Ängsten und Sorgen.
Im April 2016 wurde sie für eine Sendung des Hessischen Rundfunks zum Thema „Unverholen und Unerkannt - Antisemitismus in Deutschland“ interviewt. Hier erklärte sie u. a., die „schweigende Mehrheit“ müsse „mit dem Schubladendenken aufhören und aufhören damit, Leute danach zu beurteilen, was sie für eine Hautfarbe oder für eine Religion haben“.
Im Mai 2017 beschrieb sie in der Frankfurter Rundschau in dem Artikel Die Gewalt und das Schweigen den Antisemitismus, mit dem sie sich im Alltag konfrontiert sieht.
Im April 2018 wurde sie für die Sendung Kulturzeit des NDR zum Thema Antisemitismus: Woher kommt der Hass? interviewt. Hier berichtete sie über Vorfälle und Anfeindungen in der Schule und im Alltag.
Seit September 2017 nimmt sich Patterson des Themas „Antisemitismus an Schulen“ an, beleuchtet hierbei besonders die rechtlichen Aspekte und zeigt Betroffenen Handlungsmöglichkeiten auf. Sie nahm am 18. Oktober 2018 als Referentin an der interkulturellen Fachtagung zu Antisemitismus „Du gehörst dazu!“ des Günter-Feldmann-Zentrums in Frankfurt teil, die vom Bürgermeister der Stadt Frankfurt am Main Uwe Becker eröffnet wurde.
Sie ist seit 2018 als ehrenamtliche Hospizbegleiterin aktiv und etabliert dieses Thema auch in der jüdischen Gemeinde.
Seit Herbst 2020 engagiert sie sich bei dem vom Zentralrat der Juden etablierte Projekt Meet a Jew. Zu diesem Projekt und zu ihrem Leben als Jüdin in Deutschland wurde sie im März 2021 von der katholischen Kirchenzeitung interviewt.
In den Streit um die Aufarbeitung der Geschichte der Frankfurter Sparkasse während des Dritten Reichs nahm sie im März 2022 in der Frankfurter Rundschau Stellung. Sie äußerte sich betroffen und erschüttert darüber, dass die Sparkasse seinerzeit von einem Nazi geführt wurde und bat den Vorstand der Frankfurter Sparkasse für diesen Teil ihrer Geschichte in angemessenem Maße Verantwortung zu übernehmen.
Im September 2022 sprach Patterson mit dem jüdischen Magazin Raawi über die Äußerungen von Mahmoud Abbas zum angeblich 50fachen Holocaust von Israel an den Palästinensern und kritisierte die späte Reaktion des Bundeskanzlers darauf und den Umstand, dass die holocaustrelativierende Äußerung nicht geahndet wurde. Gleichzeitig beklagte sie, dass es in Deutschland zu wenig oder gar keinen Raum für palästinensische Stimmen gäbe und meinte, dass von palästinensischer Seite geäußerte Kritik an der israelischen Regierung nicht per se als antisemitisch angesehen werden dürfe. Vielmehr müsse es ihrer Ansicht nach möglich sein, Raum für die Rechte der Palästinenser zu fordern, ohne damit das Existenzrecht Israels oder das Recht auf Verteidigung und Terrorbekämpfung zu negieren.
Ihre Betroffenheit über die Kälte und das Schweigen der Zivilgesellschaft im Nachgang zu dem Terrorangriff der Hamas auf israelische Zivilisten am 7. Oktober 2023, beschreibt Patterson in einem Artikel der Frankfurter Sonntagszeitung im November 2023. Patterson beschreibt, dass sie jetzt die Gedanken hat, die sie nicht von sich kennt. „Die hassen uns“, denkt sie. Und: „Es gibt wirklich die und uns.“
Am 29. November 2023 organisierte Patterson mit einem Frankfurter Imam eine gemeinsame Kundgebung in Frankfurt am Main. Unter dem Motto "Sei ein Mensch" wirbt sie um mehr Menschlichkeit im Umgang zwischen Juden und Muslimen und fordert Solidarität und Mitgefühl. Im Rahmen der Kundgebung fand auch ein musikalischer Flashmob statt. Die Veranstalter haben im Nachgang die Initiative Sei ein Mensch gegründet.
Patterson ist Teil des Projekts „Hessen – da geht noch was“, einer Kampagne „Für Zusammenhalt – Gegen Diskriminierung“ des Hessischen Ministeriums für Arbeit, Integration, Jugend und Soziales.
Patterson berät Betroffene zum Thema Mobbing und Bossing. Hierzu wurde sie im Juli 2023 von Die Zeit befragt und hat Tipps zum Umgang mit Mobbingsituationen gegeben. Sie adressiert die Themen Mobbing, Diskriminierung und Benachteiligung ebenso wie Beschwerderechte von Mitarbeitenden nach dem Allgemeinen Gleichstellungsgesetz seit Juli 2022 in Seminaren, die sie für Betriebsräte im Rahmen ihrer Tätigkeit für das ifb Institut gibt.

## Haltungen
Patterson bezeichnet sich als gläubige Jüdin. Sie lehnt jedwede Dämonisierung, Ausgrenzung und Abwertung Andersgläubiger ab. Sie warnt vor allem vor der generellen Ausgrenzung und Insippenhaftnahme von Muslimen und spricht sich immer wieder für einen offenen und konstruktiven Dialog insbesondere zwischen Muslimen und Juden aus.
Seit August 2022 ist Patterson als straight ally Teil der ersten Jüdischen Rainbow-Community Yachad Deutschland (hebräisch "gemeinsam"). Der Verein setzt sich für ein vielfältiges Judentum ein.

## Publikationen (Auswahl)
- mit Katja Wolpert:  Ihr gutes Recht: Arbeit. RA Micro Juristischer Fachverlag, Berlin 2006, ISBN 3-86590-042-9
- Die Einführung einer rechtmäßigen Anwesenheitsprämie – Anleitung für Arbeitgeber und deren Berater. In: Fachanwalt für Arbeitsrecht (10)2000, S. 308–312.